# Crónica de los Conquistadores

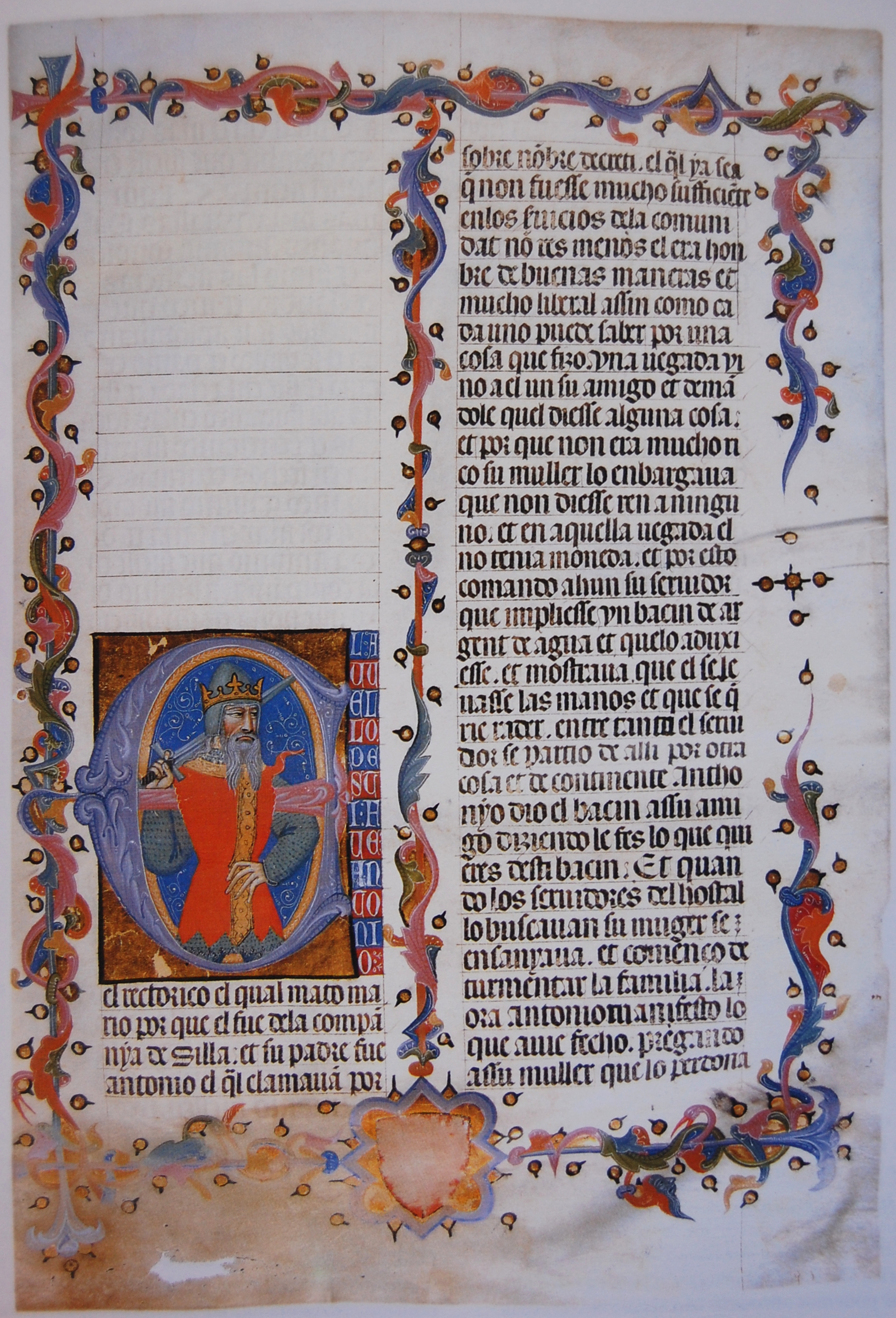
Primera página de la segunda parte de la Crónica de los Conquistadores

La Crónica de los Conquistadores es una compilación histórica promovida por Juan Fernández de Heredia y que representa un intento de escribir una "Historia Universal". Es un conjunto de biografías y consta de dos partes, una primera referida a los personajes ilustres de la antigüedad oriental y una segunda dedicada a los grandes conquistadores de Europa Occidental desde Marco Antonio hasta Jaime I de Aragón y Fernando III de Castilla. 
Las principales fuentes usadas fueron Plutarco, Pompeyo Trogo, Tito Livio, Suetonio y Paulo Orosio.